# Barco della Regina Cornaro
Il Barco della Regina Cornaro è una barchessa di villa veneta, ubicata ad Altivole, in provincia di Treviso.

## Storia
Fino alla fine del secolo scorso, si narrava che, negli anni della signoria di Asolo di Caterina Cornaro (1489 - 1510), il barco era solo una piccola parte di un complesso architettonico e paesaggistico di grandi dimensioni, all'epoca descritto come un "luogo degno di un re di Francia".
Le indagini eseguite dal 1988 al 1991, con patrocinio della Fondazione Benetton, hanno rilevato che il barco costituiva la parte abitativa del complesso, parallelamente a una struttura per la gestione della tenuta. La villa, rappresentata in due disegni conservati presso il Museo Civico di Asolo (risalenti ai secoli XVII e XVIII), è il presunto e mai costruito "Palazzo della Regina", che invece coincide con l'area adibita a orto. Sulla mappa di Girolamo Tomasoni del 1712, conservata al Museo Civico Asolano, non ce n'è traccia, ammesso che il palazzo sia mai esistito.
Il progetto, strutturato attorno a tre cinte murarie, è attribuito per tradizione a Francesco Graziolo e Pietro Lugato. 
Il più ampio dei tre spazi rettangolari (45 ettari secondo attendibili valutazioni) ospitava il parco di caccia, ricco di corsi d'acqua e servito da una grande torre colombaia. Il secondo recinto, con torri e mura merlate, formava una vasta corte, il cui lato est era occupato dall'unico edificio tutt'oggi esistente. L'ultima cerchia muraria racchiudeva il palazzo vero e proprio, i giardini e una peschiera.
Il complesso, singolare incrocio tra castello e villa veneta, assolveva a più funzioni: luogo di svago e di delizia, centro amministrativo e difensivo (era qui stanziata una piccola guarnigione).
Nonostante i danni subiti nel 1509 a causa degli eserciti della Lega di Cambrai, fu questa l'epoca di maggior splendore per il complesso, sede della corte della regina di Cipro e centro umanistico frequentato dai massimi rappresentanti veneti della cultura rinascimentale, quali Pietro Bembo, che qui compose i suoi Asolani (1505), e Ruzante, che vi recitò la Prima (1521) e la Seconda orazione al Cardinal Cornaro (1528).
Iniziato nel 1491, esso non fu completato neppure dagli eredi testamentari, ai quali erano state tra l'altro raccomandate la custodia e l'ultimazione.
Non più abitati dai Corner, il complesso e i giardini caddero in stato di abbandono. Già a partire dal XVIII secolo il solo barco ricordava lo splendore della corte della regina.

## Descrizione

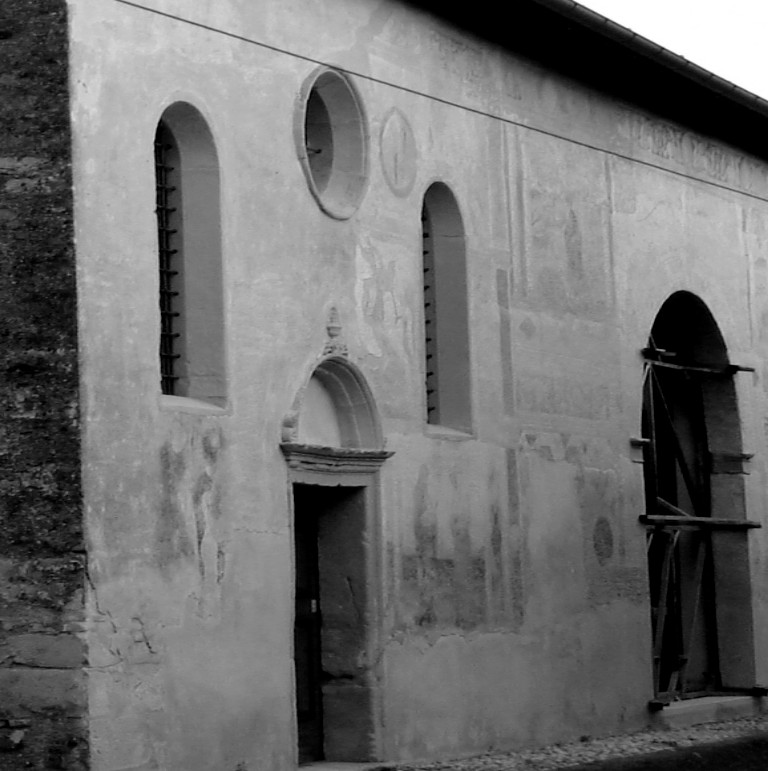
Parte nord con la cappella

Edificio sviluppato in lunghezza in direzione nord sud, all'interno di un'area ancora prevalentemente agricola, il barco si compone di tre parti principali, a formare un unico blocco:
- parte nord: l'estremità nord della barchessa è terminata da una caratteristica cappella gentilizia, inserita nelle linee della lunga facciata;
- centro: elemento di grande eleganza è la loggia centrale, aperta da cinque arcate a tutto sesto, sostenute da colonnine di ordine ionico; qui un tempo l'acqua zampillava da una fontana in marmo[4]; ancora visibile è invece la decorazione a fresco, rappresentante Nereidi, delfini e festoni;
- parte sud: occupando l'area maggiore, la parte sud ha i caratteri dell'architettura rurale veneta, disposta su due livelli, evidenziati da aperture rettangolari; all'estremità è annesso un piccolo fabbricato più basso, con due archi a tutto sesto.

L'intera superficie della facciata è decorata con affreschi cinquecenteschi, ancora conservati in ampi tratti, con disegni geometrici e scene mitologiche.
Restaurati parzialmente nel 1926, sottoposti a pulizia e consolidamento a inizio degli anni '60 (1962-1963) e ad un ulteriore consolidamento nel 1997, gli affreschi sono stati oggetto di un ampio intervento di consolidamento, disinfestazione, pulitura, integrazione delle lacune e protezione, completato nel 2000 sotto la direzione dell’arch. Teresa Marson.